# Рамулт, Стефан
Сте́фан Ра́мулт (пол. Stefan Ramułt; 22 декабря 1859, Лишки, Австрийская империя — 24 декабря 1913, Краков, Австро-Венгрия) — польский лингвист, известен как составитель первого наиболее объёмного кашубского словаря, автор исследований численности кашубского населения на рубеже XIX—XX веков, один из основателей этнографического общества (Towarzystwo Ludoznawcze) во Львове, член комиссии по языку Польской академии наук.

## Биография
С. Рамулт родился в 1859 году в селе Лишки под Краковом на территории Южной Польши, входившей в то время в состав Австро-Венгерской империи, в детстве жил сначала в селе Санка (Sanka), расположенном также близ Кракова, а затем в селе Слемень (Ślemień) недалеко от города Живец в Карпатских горах. Во время учёбы в гимназии (в городе Вадовице в 1871—1879 годах) С. Рамулт заинтересовался кашубским языком после того, как прочитал книги Ф. Цейновы, в дальнейшем он старался найти любую информацию, касающуюся вопросов, связанных с этнической группой кашубов и их языком. В 1879 году поступил во Львовский университет, в котором проучился 4 года. В университете С. Рамулт изучал лингвистику, посещал лекции таких известных польских учёных, как А. Калина, А. Брюкнер и других.
После окончания университета С. Рамулт несколько лет (до 1888 года) посвятил своей главной научной работе — составлению кашубского словаря. В процессе сбора кашубской лексики С. Рамулт посетил несколько сёл в Центральной Кашубии. Первая часть словаря была издана в 1893 году, до выхода в печать эта работа была выставлена на конкурс С. Б. Линде в 1889 году и получила одну из наград. Значительную часть времени С. Рамулт посвятил также исследованию численности кашубского населения, помимо своих подсчётов, сделанных во время поездок по Кашубии, он использовал ответы на анкеты и запросы, разосланные по почте во все регионы проживания кашубов. С. Рамулт переписывался со многими учёными, занимавшимися исследованиями кашубов и их языка, собирал экспонаты для будущего кашубского музея, мечтал переехать жить в Кашубию, но по совету врачей не менять климат из-за болезни, оставался жить во Львове, а в конце своей жизни — в Кракове.
С. Рамулт умер в возрасте 54 лет в 1913 году, похоронен на Раковицком кладбище в Кракове. На надгробии его могилы высечена надпись «Стефан Рамулт. Исследователь Кашубского Поморья» (Stefan Ramułt. Badacz Pomorza Kaszubskiego).

## Научная деятельность

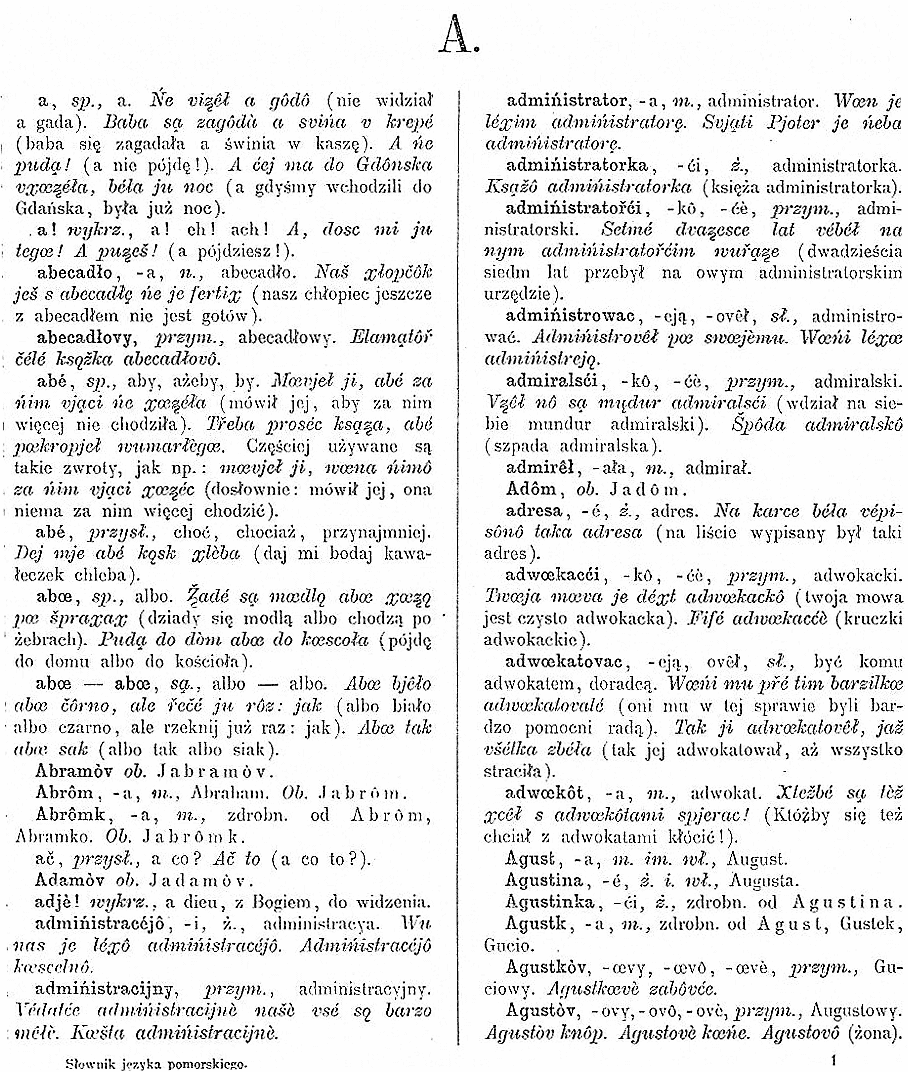
Страница из кашубского словаря С. Рамулта

Важнейшим вкладом С. Рамулта в изучение кашубского языка является составление «Словаря поморского языка, или кашубского» (Słownik języka pomorskiego czyli kaszubskiego), включающего около 14 000 слов.
Попытки составления словаря кашубского языка осуществлялись и до С. Рамулта. Первыми по нескольку десятков кашубских слов собрали гданьский священник К. Мронговиуш и российский славист П. И. Прейс. После них словари составляли А. Гильфердинг — «Сборник основных слов кашубского наречия», 1861 (около 1200 слов); Г. Поблоцкий (G. Pobłocki) Słownik kaszubski z dodatkiem idyotyzmów chełmińskich i kociewskich, 1887 (около 1700 слов); Л. Бискупский (L. Biskupski) Słownik kaszubski porównawczy, 1891 (около 3000 слов), которые были недостаточно подробными и объёмными, а также нередко содержали ошибки. Издание в 1893 году в Кракове Академией Наук первой части «Словаря поморского языка, или кашубского» стало важнейшим событием для кашубской лексикографии того времени. С. Рамулт не ограничился только теми словами, которые неизвестны польскому языку (как Г. Поблоцкий и Л. Бискупский) — он включил в словарь всю существующую на тот момент кашубскую лексику, собранную в селениях Центральной Кашубии - в Пуцком, Вейхеровском, Картузском и частично Гданьском повятах (слова соответственно представлены в словаре в центральнокашубском произношении). Словарь С. Рамулта остаётся по сей день одним из наиболее полных кашубских словарей. Издание «Словаря поморского языка, или кашубского» вызвало оживлённую дискуссию на рубеже XIX—XX веков в научных кругах, связанную с изложенной в данной работе позицией — С. Рамулт не признавал кашубский польским диалектом, а считал его отдельным славянским языком, близким полабскому (вместе с которым они составляли, по его мнению, поморскую языковую группу, противопоставленную чешско-словацкой (моравской), сербской (лужицко-сербской) и польской группам). В споре о языковом статусе кашубского приняло большое число не только лингвистов, но и людей далёких от языкознания, эти споры продолжаются и в настоящее время.
В 1899 году Польской Академией наук была издана работа «Статистические данные по численности кашубского населения» (Statystyka ludności kaszubskiej), которая стала результатом масштабного исследования, проведённого С. Рамултом не только в Кашубии, но и в тех странах, куда кашубы активно эмигрировали в XIX веке (США, Канада, Бразилия и т. д.), по подсчётам С. Рамулта в Европе на 1892 год проживало 200 217 кашубов, а всего кашубов насчитывалось, включая кашубов Америки, 330 917 человек.
Кроме того кашубской проблематике С. Рамулт посвятил работу 1900 года «Несколько слов о словинцах поморских» (Kilka słów o Słowieńcach pomorskich). Помимо этого он занимался изучением малопольского говора села Слемень, где учёный провёл часть своего детства. Также С. Рамулт известен как один из основателей общества (Towarzystwo Ludoznawcze) во Львове, занимавшегося этнографией, и как член комиссии по языку Польской академии наук.

## Публикации
Научные публикации С. Рамулта:
1. Ramułt S. Podania i opowieści ludu kaszubskiego. — Kraków, 1893.
2. Ramułt S. Słownik języka pomorskiego czyli kaszubskiego. — Kraków, 1893.
3. Ramułt S. Statystyka ludności kaszubskiej. — Kraków, 1899.
4. Ramułt S. Kilka słów o Słowieńcach pomorskich. — 1900.
5. Ramułt S. Słownik języka pomorskiego czyli kaszubskiego dzél II  (przygotowanie i wstęp H. Horodyska). — Kraków, 1993.
6. Ramułt S. Słownik języka pomorskiego czyli kaszubskiego (scalił i znormalizował Jerzy Treder). — Gdańsk, 2003.